# Містер Олімпія 2019
«Містер Олімпія 2019» — це змагання з професійного бодібілдингу IFBB, яке відбулося 12–15 вересня 2019 року у Лас-Вегасі, штат Невада, США. Конкурс став 56-тим за рахунком.
За відсутності чемпіонів попередніх років Філа Хіта та Шона Родена, вперше перемогу здобув американський атлет Брендон Каррі. «Народним чемпіоном» став бронзовий призер Хаді Чупан.

## Результати
| Місце | Ім'я              | Судді | Фінал | Загалом |
| ----- | ----------------- | ----- | ----- | ------- |
| 1     | Брендон Каррі     | 7     | 7     | 14      |
| 2     | Вільям Бонак      | 10    | 11    | 21      |
| 3     | Хаді Чупан        | 17    | 12    | 29      |
| 4     | Декстер Джексон   | 18    | 25    | 43      |
| 5     | Рулі Вінклаар     | 25    | 20    | 45      |
| 6     | Стів Кукло        | 30    | 30    | 60      |
| 7     | Седрік МакМіллан  | 46    | 35    | 81      |
| 8     | Лукаш Осладіл     | 40    | 44    | 84      |
| 9     | Акім Вільямс      | 37    | 49    | 86      |
| 10    | Патрік Мур        | 55    | 41    | 96      |
| 11    | Люк Сандоу        | 49    | 55    | 104     |
| 12    | Джонатан Делароса | 60    | 60    | 120     |
| 13    | Макс Чарльз       | 67    | 67    | 134     |
| 14    | Хуан Морель       | 68    | 68    | 136     |
| 15    | Майкл Локетт      | 75    | 75    | 150     |
| 16    | Мохамед Шабаан    | 80    | 79    | 159     |

## Переможці в інших категоріях
- 212 Olympia -  Камаль Ергаргні
- Classic Physique -  Кріс Бамстед
- Men's Physique -  Раймонд Едмондс
- Women's Physique -  Шанік Грант
- Figure Olympia -  Кідні Гільйон
- Fitness Olympia -  Вітні Джонс
- Bikini Olympia -  Еліса Печіні

## Представники України на конкурсі
На турнірі змагалися два представники України - Олег Кривий посів 13 місце у категорії 212 Olympia, а Кирило Худаєв став 16-тим у категорії Classic Physique.